# Tebbs Lloyd Johnson
Tebbs Lloyd Johnson, född 7 april 1900 i Leicestershire, död 26 december 1984 i Coventry, var en brittisk friidrottare.
Han blev olympisk bronsmedaljör på 50 kilometer gång vid sommarspelen 1948 i London.